# جو وست
 جوزف وست نام یک شخصیت خیالی است که توسط جسی ال مارتین در فرنچایز ارو ورس سی دابلیو به تصویر کشیده شده است. این شخصیت توسط جف جانز ، گرگ برلانتی و اندرو کریزبرگ ساخته شده است، این شخصیت اولین بار در قسمت آزمایشی فلش ظاهر شد. او پدرخوانده (بعداً پدر شوهر) قهرمان اصلی سریال بری آلن / فلش و پدر آیریس وست ، والی وست و جنا وست است. جو ابتدا در اداره پلیس سنترال سیتی به عنوان کارآگاه فعالیت می کند و رئیس ستاد مقابله با فراانسان ها را به عهده دارد و بعداً به عنوان کاپیتان، به بری کمک می کند تا سنترال سیتی را در مقابل جنایتکاران قدرتمند و خطرناک در امان نگه دارد.